# John Bowes (vraquier)
Pour le parlementaire anglais, voir John Bowes.

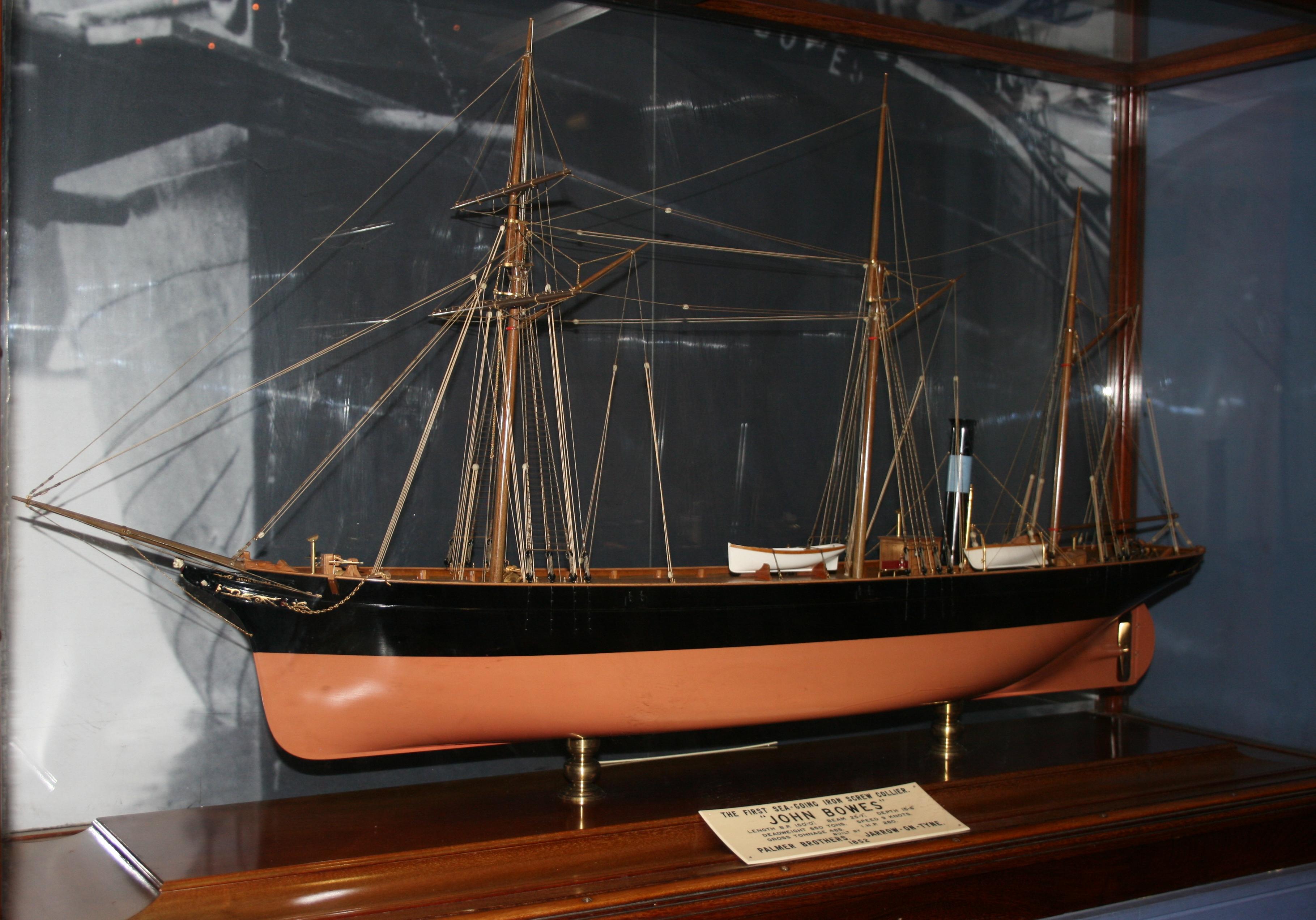
Maquette du John Bowes

Le John Bowes était un navire vraquier à vapeur construit en 1852 ; il est réputé être le premier navire véritablement destiné au transport de vrac, à l'opposé des cargos de l'époque qui embarquaient divers types de cargaisons emballées. Il présentait un système de ballast innovant, largement adopté aujourd'hui.
Le John Bowes a été lancé à Jarrow sur la rivière Tyne en Écosse, par Charles Parmer, pour transporter du charbon le long de la côte est du Royaume-Uni jusqu'à la Tamise. Il mesurait 45 m de long (150 pieds) et jaugeait 650 tonneaux, soit le double des autres cargos ; il disposait d'une coque métallique. Puisqu'il était propulsé à la vapeur et non à la voile, il était indépendant des vents et des marées, et sa vitesse lui permit de rapidement dominer le marché.
Sa principale caractéristique qui le différenciait du reste de la flotte était son système de ballasts, remplis à l'eau de mer. Les autres navires devaient charger des sacs de sable pour le voyage retour, opération longue et coûteuse. Le John Bowes pompait de l'eau de mer dans des citernes disposées sous les cales. Ce système a été par la suite adopté sur tous les navires cargo.

## Sources
- (en) page Web de Portcities Southampton.
- (fr) [PDF] Bruno-Stéphane Duron, « Le Transport maritime des céréales »(Archive.org • Wikiwix • Archive.is • Google • Que faire ?), mémoire de DESS, 1999.